# Platyptilia euridactyla
Platyptilia euridactyla is een vlinder uit de familie van de vedermotten (Pterophoridae). De wetenschappelijke naam van de soort is voor het eerst geldig gepubliceerd in 1976 door Zagulajev & Filippova.